# Forest (condado de Fond du Lac, Wisconsin)
Forest es un pueblo ubicado en el condado de Fond du Lac en el estado estadounidense de Wisconsin. En el Censo de 2010 tenía una población de 1.080 habitantes y una densidad poblacional de 11,55 personas por km².

## Geografía
Forest se encuentra ubicado en las coordenadas 43°45′12″N 88°12′33″O / 43.75333, -88.20917. Según la Oficina del Censo de los Estados Unidos, Forest tiene una superficie total de 93.53 km², de la cual 92.21 km² corresponden a tierra firme y (1.41%) 1.32 km² es agua.

## Demografía
Según el censo de 2010, había 1.080 personas residiendo en Forest. La densidad de población era de 11,55 hab./km². De los 1.080 habitantes, Forest estaba compuesto por el 98.43% blancos, el 0.09% eran afroamericanos, el 0.19% eran amerindios, el 0.19% eran asiáticos, el 0.46% eran isleños del Pacífico, el 0.19% eran de otras razas y el 0.46% pertenecían a dos o más razas. Del total de la población el 0.93% eran hispanos o latinos de cualquier raza.